# فرانكو بيبنو
فرانكو بيبنو (بالإسبانية: Franco Peppino)‏ (16 يونيو 1982 في الأرجنتين - ) هو لاعب كرة قدم أرجنتيني في مركز الدفاع. لعب مع أرسنال ساراندي وبرشلونة جواياكويل وروزاريو سنترال ونادي أتليتيكو بيلغرانو ونادي راسينغ وتيبورونيس روخوس دي فيراكروز وسارمينتو دي خونين.

## روابط خارجية
- فرانكو بيبنو على موقع قاعدة بيانات كرة القدم.إي يو (الإنجليزية)
- فرانكو بيبنو على موقع Soccerway.com (الإنجليزية)